# 菁桐老街

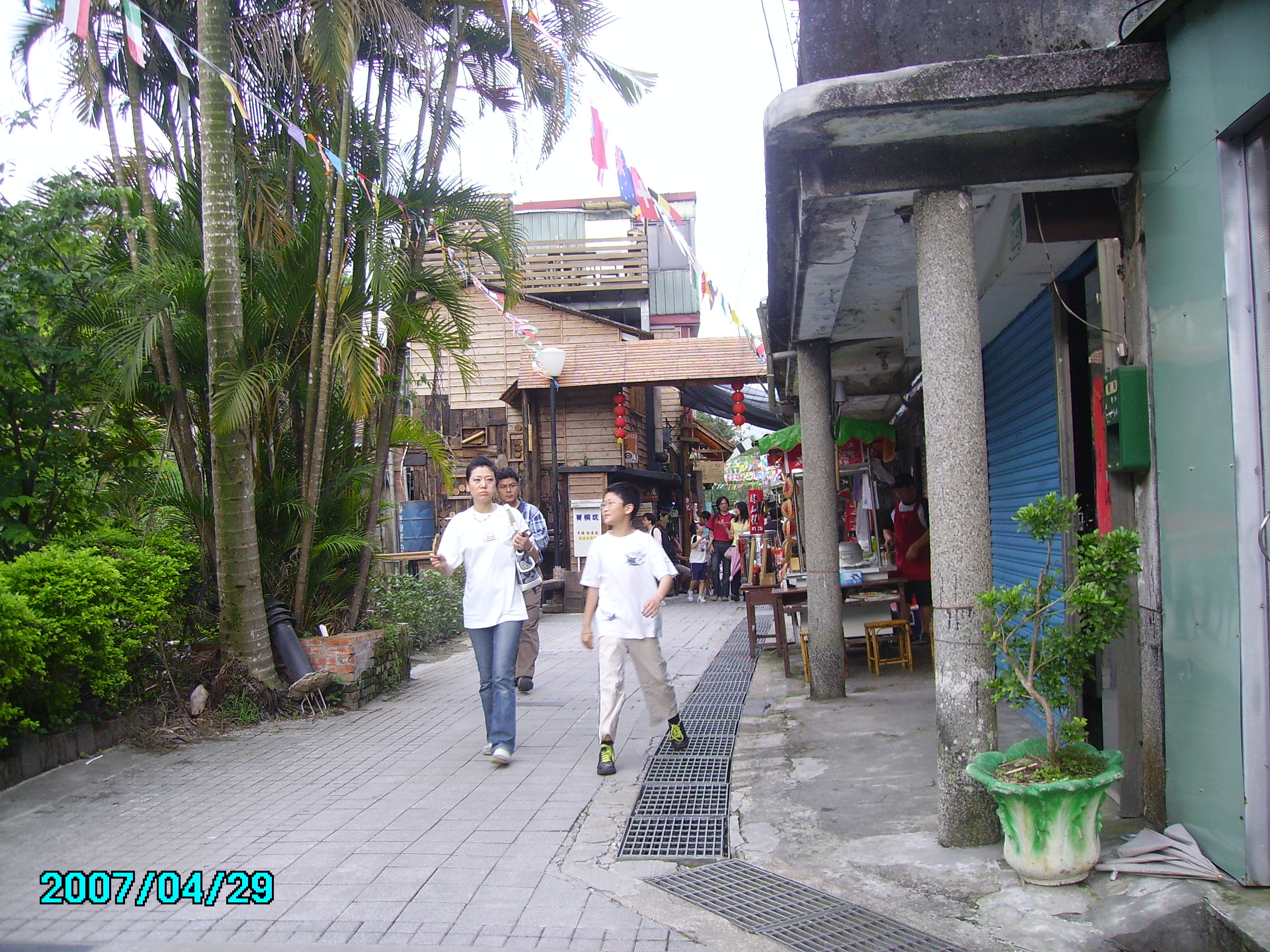
菁桐老街

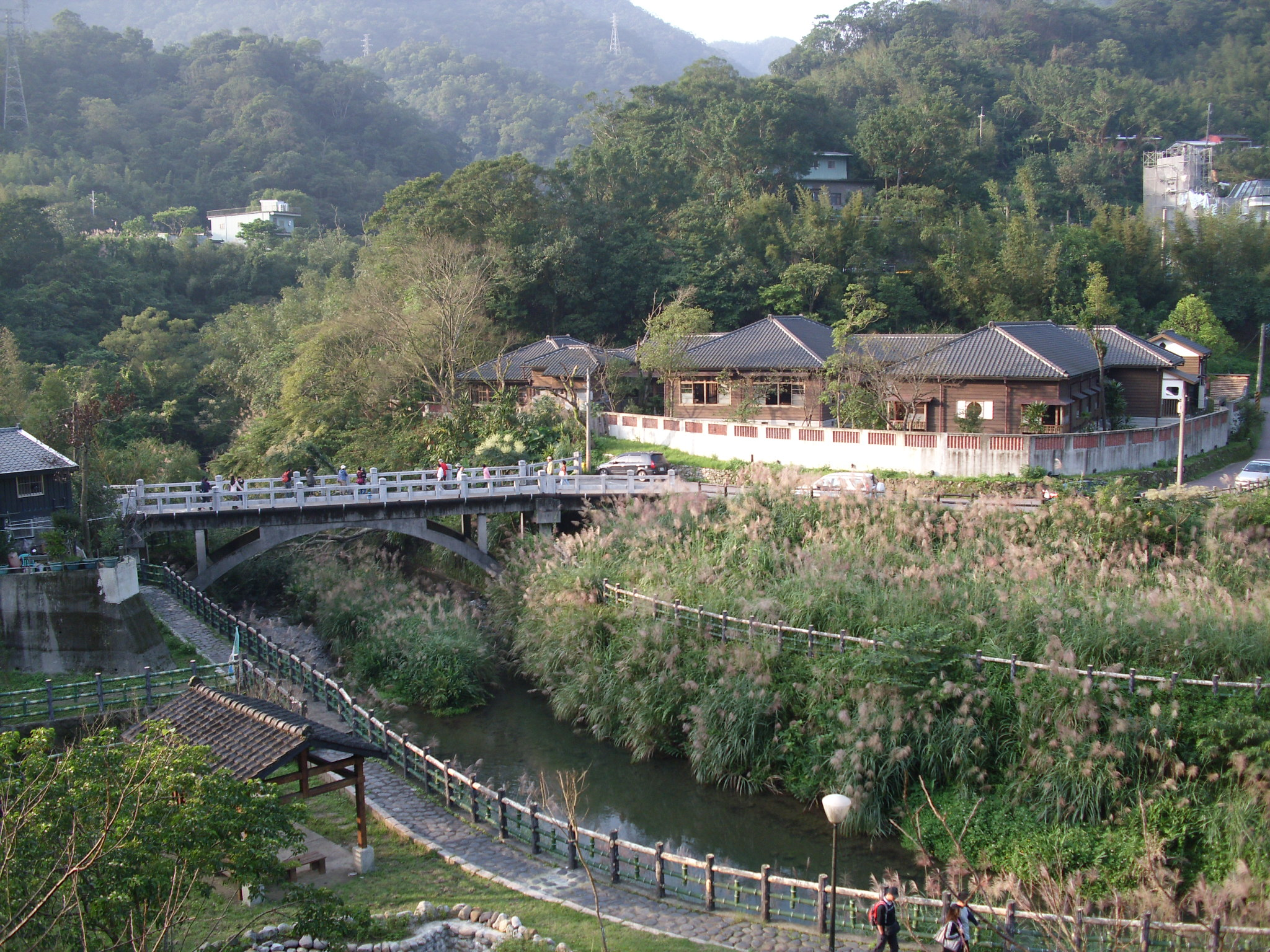
民生橋及真樸齋

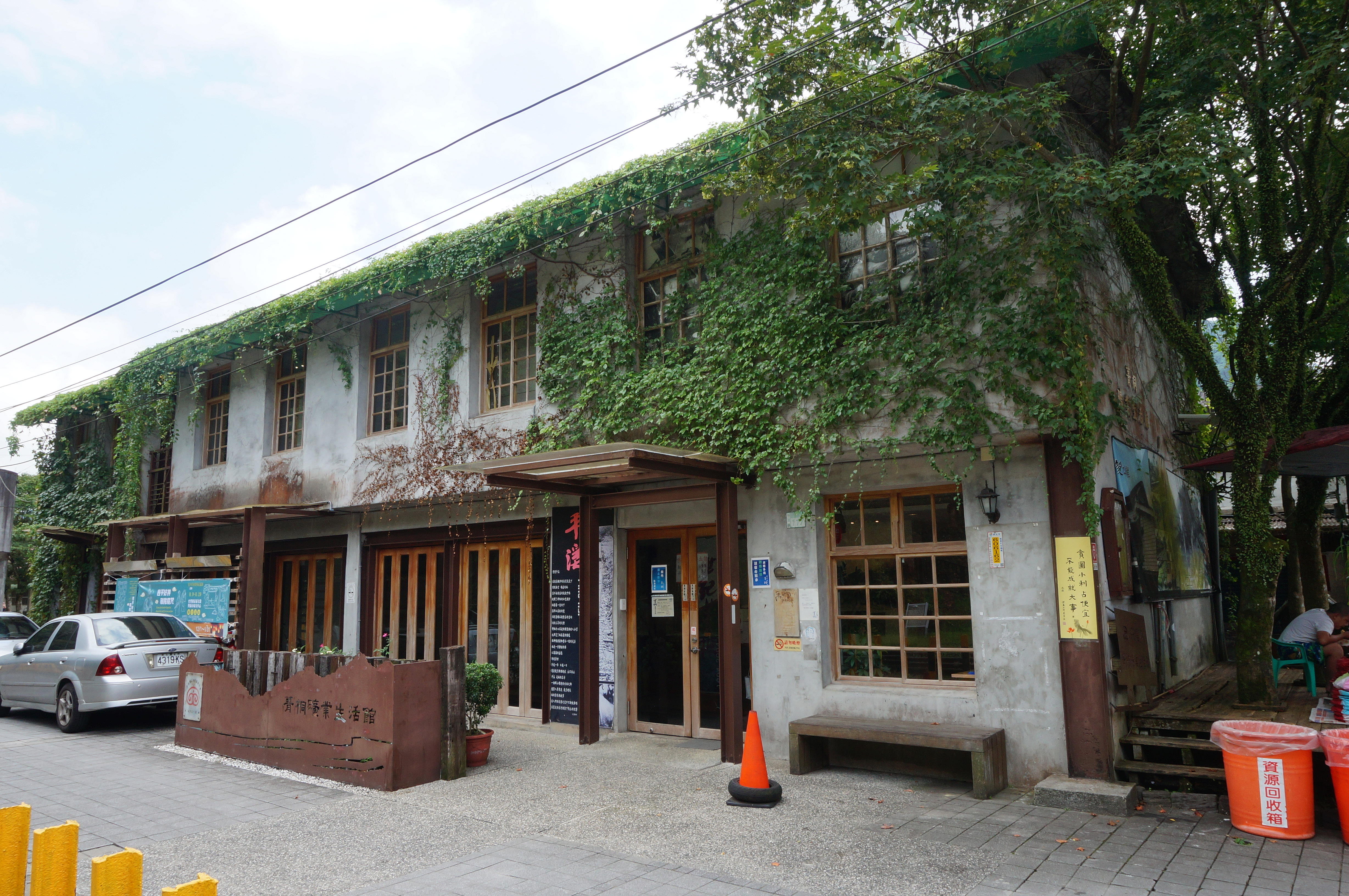
菁桐礦業生活館

菁桐老街是位於台灣新北市平溪區，平溪線鐵路終點站菁桐車站的聚落群。該老街興建於台灣日治時期的1937年，因礦業發跡街市，極盛時期有「菁桐坑銀座」之稱。然而在1975年石底煤礦收坑後，菁桐老街便迅速沒落。
菁桐老街今轉型以觀光攬客，即使如此，除了假日之外仍相當靜謐，也因幾十年來未經翻修的屋舍呈現懷舊街景。另外，菁桐老街附近的知名景點尚有菁桐車站、石底煤礦洗煤廠以及臺陽礦業公司平溪招待所，還有菁桐礦業生活館及販賣雞捲的楊家雞捲小攤等。